# Губка Боб: Втеча Губки
«Губка Боб: Втеча Губки» (англ. The SpongeBob Movie: Sponge on the Run) — американський мультфільм, на основі мультсеріалу Губка Боб Квадратні Штани. Фільм створений Paramount Animation, Nickelodeon Movies та United Plankton Pictures. Спочатку запланований на всесвітній театральний реліз від Paramount Pictures, вихід якого у США був запланований на 22 травня 2020 року, а в Україні 4 червня 2020 року, але англомовний реліз і реліз в Україні були скасовані через пандемію COVID-19, і перенесений на 4 березня 2021 року у США і 5 листопада 2020 року на Netflix.
В кінотеатрах Канади мультфільм вийшов 14 серпня 2020 року, у Сполучених Штатах з'явився на VOD-платформах та Paramount+ 4 березня 2021 року.
Фільм присвячений пам'яті творця мультсеріалу Стівену Гілленбургу, який помер у листопаді 2018 року.

## Сюжет
Фільм є приквелом до мультсеріалу. У фільмі буде показано, як Губка Боб зустрів своїх друзів у таборі «Корал». Прийшовши з роботи додому, Губка Боб не знаходить свого улюбленця Гері, бо його вкрав Посейдон і відправив Гері у загублене місто Атлантик-Сіті. Тож Губка Боб та його найкращий друг Патрік мають туди вирушити, щоб врятувати Гері, але Посейдон поставив пастки по дорозі туди.

## У ролях
Актори озвучення в оригінальній англомовній версії:
- Том Кенні ― Губка Боб, Гері
- Білл Фегербаккі ― Патрік
- Дуг Лоуренс ― Планктон
- Мет Беррі ― Посейдон
- Кленсі Браун ― Юджин Крабс
- Роджер Бумпас ― Сквідвард
- Керолін Лоуренс ― Сенді
- Кіану Рівз ― Сінсей
- Реґґі Вотс ― Канцлер
- Аквафіна ― Андрон
- Джил Теллі ― Карен
- Ді Бредлі Бейкер ― Перч Пернґінс
- Мері Джо Кетлет ― Пані Пафф
- Snoop Dogg ― Ламінарія Гілл
- Денні Трехо ― Ель Діабло

## Український дубляж
- Євген Локтіонов — Губка Боб Квадратні Штани
- Сергій Солопай — Патрік
- Андрій Альохін — Планктон
- Володимир Терещук — Посейдон
- Сергій Озіряний — Містер Крабс
- Дмитро Вікулов — Сквідвард
- Олена Борозенець — Сенді Чікс
- Михайло Кришталь — Сінсей
- Олександр Вілков — Канцлер
- Ганна Соболєва — Андрон
- Олена Узлюк — Карен
- Юрій Ребрик — Ведучий новин (Перч Перґінс)
- А також: Владислав Пупков, Наталя Ярошенко, Роман Солошенко, Борис Георгієвський, Максим Кондратюк, Олексій Сморігін, Вероніка Щекал, Іван Кокшайкін, Павло Голов, Олександр Чернов, Анастасія Чумаченко, Роман Молодій, Сергій Юрченко, Тетяна Піроженко, Майя Ведернікова та Дмитро Павленко.

Мультфільм дубльовано студією «Le Doyen» на замовлення компанії «B&H Film Distribution» у 2020 році.
- Режисер дубляжу — Анна Пащенко
- Перекладач, автор синхронного тексту — Олег Колесніков
- Музичний керівник — Тетяна Піроженко

Дубляж українською мовою виконувався для кінопрокату, але кінопрем'єра в Україні не відбулася через пандемію COVID-19. 5 листопада 2020 українська аудіодоріжка стала доступна підписникам Netflix. Мультфільм став третім повнометражним продуктом, що з'явився на платформі з українським дубляжем.

## Виробництво
Створення фільму почалося 22 січня 2019. У роботі над фільмом залучені колишні сценаристи мультсеріалу Зевс Цервас та Аарон Спрінгер. Головний голосовий склад мультсеріалу має повторити свої ролі.

## Реліз
Спочатку фільм планувався вийти 9 лютого 2019 року, пізніше — 2 серпня 2019, та 31 липня 2020, потім дату було перенесено на 22 травня 2020 року у США 2 серпня 2019, та 31 липня 2020, але у червні 2020 року було оголошено, що випуск у кінотеатрах фільму скасовано, і він замість цього випущений через VOD-платформу Paramount+ 4 березня 2021 року.
У липні 2020 року Netflix придбав міжнародні права на розповсюдження фільму, крім США, Канади та Китаю.
30 липня 2020 року Paramount Pictures Canada оголосили, що фільм вийде в канадських кінотеатрах 14 серпня 2020 року.
В Україні прокат фільму був запланований з 4 червня 2020 року, але був перенесений спочатку на 30 серпня в кінотеатрах, але був скасований і вийшов одразу ж на Netflix 5 листопада.
У Чехії й Угорщині прокат фільму розпочався з 13 серпня, раніше ніж відбувся реліз у Канаді та США.